# Sonate K. 376
La sonate K. 376 (F.322/L.34) en si mineur est une œuvre pour clavier du compositeur italien Domenico Scarlatti.

## Présentation
La sonate en si mineur K. 376 (comme la sonate K. 239) est fondée sur le rythme de la séguédille sévillane, danse populaire espagnole.

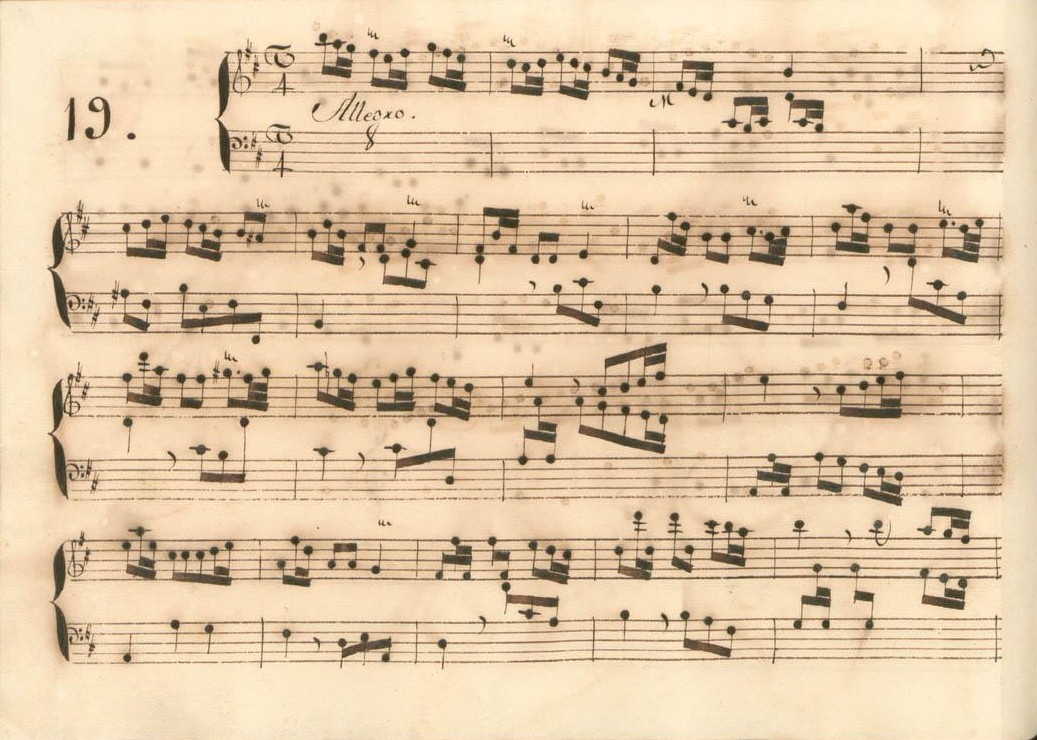
Début de la sonate, extraite du volume X du manuscrit de Parme.

## Manuscrits
Le manuscrit principal est le numéro 19 du volume VIII de Venise (1754), copié pour Maria Barbara ; les autres sont Parme X 19, Münster V 2a et Vienne A 2a.

## Interprètes
La sonate K. 376 est défendue au piano par Carlo Grante (Music & Arts, vol. 4) et Gottlieb Wallisch (2007, Naxos, vol. 11) ; au clavecin par Scott Ross (Erato, 1985), Pieter-Jan Belder (Brilliant Classics, vol. 9) et notamment Ralph Kirkpatrick (Archiv, 1971). 
Martin Souter l'a enregistrée sur un piano-forte de Cristofori de 1720 et Alberto Mesirca (2007, Paladino Music) à la guitare.

## Sources
: document utilisé comme source pour la rédaction de cet article.
- Ralph Kirkpatrick (trad. de l'anglais par Dennis Collins), Domenico Scarlatti, Paris, Lattès, coll. « Musique et Musiciens », 1982 (1re éd. 1953 (en)), 493 p. (ISBN 978-2-7096-0118-4, OCLC 954954205, BNF 34689181).
- Alain de Chambure, « Domenico Scarlatti : Intégrale des sonates — Scott Ross », p. 216, Erato (2564-62092-2), 1985 (OCLC 891183737) .